# 멀티스레딩

두 개의 실행 스레드를 가진 프로세스가 하나의 프로세서 위에서 실행 중인 모습.

멀티스레딩(multithreading) 컴퓨터는 여러 개의 스레드를 효과적으로 실행할 수 있는 하드웨어 지원을 갖추고 있다. 이는 스레드가 모두 같은 주소 공간에서 동작하여 하나의 CPU 캐시 공유 집합과 하나의 변환 색인 버퍼 (TLB)만 있는 멀티프로세서 시스템 (멀티 코어 시스템)과는 구별한다. 그러므로 멀티스레딩은 프로그램 안에서 병렬 처리의 이점을 맛볼 수 있지만 멀티프로세싱 시스템은 여러 개의 프로그램들을 병렬로 처리할 수 있다. 멀티프로세싱 시스템이 여러 개의 완전한 처리 장치들을 포함하는 반면 멀티스레딩은 스레드 수준뿐 아니라 명령어 수준의 병렬 처리에까지 신경을 쓰면서 하나의 코어에 대한 이용성을 증가하는 것에 초점을 두고 있다.

## 장단점

### 장점
1. 응답성: 대화형 프로그램을 멀티스레드화하면, 프로그램의 일부분(스레드)이 중단되거나 긴 작업을 수행하더라도 프로그램의 수행이 계속되어, 사용자에 대한 응답성이 증가된다. 예를 들어, 멀티스레드가 적용된 웹 브라우저 프로그램에서 하나의 스레드가 이미지 파일을 로드하고 있는 동안, 다른 스레드에 사용자와의 상호 작용이 가능하다.
2. 자원 공유: 스레드는 자동적으로 그들이 속한 프로세스의 자원들과 메모리를 공유한다. 코드 공유의 이점은, 한 응용 프로그램이 같은 주소 공간 내에 여러 개의 다른 활동성 스레드를 가질 수 있다는 점이다.
3. 경제성: 프로세스 생성에 메모리와 자원을 할당하는 것은 비용이 많이 든다. 스레드는 자신이 속한 프로세스의 자원들을 공유하기 때문에, 스레드를 생성하고 문맥교환을 하는 편이 보다 경제적이다.
4. 멀티프로세서 활용: 멀티프로세서 구조에서는 각각의 스레드가 다른 프로세서에서 병렬로 수행될 수 있다. 단일 스레드 프로세스는 CPU가 많아도 CPU 한개에서만 실행된다. 즉, 다중 스레드화를 하면 다중 CPU에서 병렬성이 증가된다.

### 단점
- 다중 스레드는 캐시나 변환 색인 버퍼(TLB)와 같은 하드웨어 리소스를 공유할 때 서로를 간섭할 수 있다.
- 하나의 스레드만 실행 중인 경우 싱글 스레드의 실행 시간이 개선되지 않고 오히려 지연될 수 있다.
- 멀티스레딩의 하드웨어 지원을 위해 응용 프로그램과 운영 체제 둘 다 충분한 변화가 필요하다.
- 스레드 스케줄링은 멀티스레딩의 주요 문제이기도 하다.

## 멀티스레드 모델

### 다-대-일(Many-to-One)
여러 개의 사용자 수준 스레드들이 하나의 커널 스레드(프로세스)로 매핑되는 방식으로, 사용자 수준에서 스레드 관리가 이루어진다. 주로 커널 스레드를 지원하지 않는 시스템에서 사용하며, 한 번에 하나의 스레드만이 커널에 접근할 수 있다는 단점이 있다. 하나의 스레드가 커널에 시스템 호출을 하면 나머지 스레드들은 대기해야 하기 때문에 진정한 의미의 동시성을 지원하지 못한다. 다시 말해, 여러 개의 스레드가 동시에 시스템 호출을 사용할 수 없다. 또한 커널 입장에서는 프로세스 내부의 스레드들을 인식할 수 없고 하나의 프로세스로만 보이기 때문에 다중처리기 환경이라도 여러 개의 프로세서에 분산하여 수행할 수 없다.

### 일-대-일(One-to-One)
사용자 스레드들을 각각 하나의 커널 스레드로 매핑시키는 방식이다. 사용자 스레드가 생성되면 그에 따른 커널 스레드가 생성되는 것이다. 이렇게 하면 다-대-일 방식에서 시스템 호출 시 다른 스레드들이 중단되는 문제를 해결할 수 있으며 여러 개의 스레드를 다중처리기에 분산하여 동시에 수행할 수 있는 장점이 있다. 그러나 커널 스레드도 한정된 자원을 사용하므로 무한정 생성할 수는 없기 때문에, 스레드를 생성할 때 그 개수를 염두에 두어야 한다.

### 다-대-다(Many-to-Many)
여러 개의 사용자 스레드를 여러 개의 커널 스레드로 매핑시키는 모델이다. 다-대-일 방식과 일-대-일 방식의 문제점을 해결하기 위해 고안되었다. 커널 스레드는 생성된 사용자 스레드와 같은 수 또는 그 이하로 생성되어 스케줄링한다. 다-대-일 방식에서 스레드가 시스템 호출시 다른 스레드가 중단되는 현상과 일-대-일 방식에서 사용할 스레드의 수에 대해 고민하지 않아도 된다. 커널이 사용자 스레드와 커널 스레드의 매핑을 적절하게 조절한다.

## 같이 보기
- 스레드
- 동시 멀티스레딩 (SMT)